# Elisabeth Reisinger
Elisabeth Reisinger (* 2. August 1996) ist eine ehemalige österreichische Skirennläuferin. Sie startete vor allem in den schnellen Disziplinen Abfahrt und Super-G.

## Biografie
Reisinger stammt aus Peilstein im Mühlviertel und startet für die SU Böhmerwald. Im Alter von 15 Jahren bestritt sie in Sölden ihre ersten FIS-Rennen. Im Februar 2013 nahm sie am Europäischen Olympischen Jugendfestival in Poiana Brașov teil und belegte im Slalom den sechsten Platz. Im Jänner 2014 gab sie in der Schweiz ihr Europacup-Debüt. Ihre erste Saison, in der sie mehrere Platzierungen in den Punkterängen erreichte, endete mit einer Verletzung. Nur drei Wochen nach ihrem ersten Start kam sie beim zweiten Riesenslalom von Sestriere zu Sturz und zog sich dabei einen offenen Bruch des Schien- und Wadenbeins zu. Ihr Comeback gab sie im Rahmen der österreichischen Jugendmeisterschaften in Sankt Lambrecht, wo sie sich mit guten Leistungen für die Juniorenweltmeisterschaften in Hafjell qualifizierte. Ihre besten Resultate wurden zwei fünfte Ränge in ihren Paradedisziplinen Abfahrt und Super-G in Sotschi 2016. Bei den österreichischen Meisterschaften 2015 in Hinterstoder gewann sie hinter Mirjam Puchner die Silbermedaille in der Abfahrt.
Am 4. Dezember 2015 gab sie in der Abfahrt von Lake Louise ihr Weltcup-Debüt. In ihrem dritten Weltcup-Rennen, der Kombination von Val-d’Isère, gewann sie mit Rang 26 erstmals Punkte. Die folgenden Jahre verbrachte sie im Europacup und erzielte in der Saison 2017/18 ihre ersten beiden Podiumsplatzierungen. In der folgenden Saison glückte ihr mit mehreren Siegen der Durchbruch. Der erste davon gelang ihr im Dezember 2018 bei der Heimabfahrt in Zauchensee. Mehr als drei Jahre nach ihren ersten Weltcup-Punkten belegte sie im Februar 2019 in der Kombination von Crans-Montana Rang 23. In der Europacupsaison 2018/19 entschied sie mit insgesamt sechs Siegen die Gesamt-, Abfahrts- und Super-G-Wertung für sich.
Am 12. Jänner 2020 klassierte sie sich mit Rang zehn in der Kombination von Zauchensee erstmals unter den besten zehn eines Weltcup-Rennens. Zwei Wochen später gelang ihr mit Rang sieben in der zweiten Abfahrt von Bansko ein weiteres Spitzenergebnis. Nach weiteren Top-10-Resultaten in Garmisch zog sie sich bei einem Sturz in der ersten Abfahrt von Crans-Montana einen Kreuzbandriss im linken Knie zu. Anfang Juni 2025 gab Reisinger ihren Rücktritt bekannt.

## Erfolge

### Weltcup
- 5 Platzierungen unter den besten zehn

### Weltcupwertungen
| Saison  | Gesamt | Gesamt | Abfahrt | Abfahrt | Super-G | Super-G | Kombination | Kombination |
| Saison  | Platz  | Punkte | Platz   | Punkte  | Platz   | Punkte  | Platz       | Punkte      |
| ------- | ------ | ------ | ------- | ------- | ------- | ------- | ----------- | ----------- |
| 2015/16 | 123.   | 5      | –       | –       | –       | –       | 46.         | 5           |
| 2018/19 | 120.   | 8      | –       | –       | –       | –       | 23.         | 8           |
| 2019/20 | 41.    | 153    | 25.     | 97      | 32.     | 30      | 19.         | 26          |
| 2021/22 | 50.    | 151    | 25.     | 111     | 36.     | 40      | –           | –           |
| 2022/23 | 108.   | 9      | –       | –       | 44.     | 9       | –           | –           |
| 2023/24 | 122.   | 3      | –       | –       | 55.     | 3       | –           | –           |

### Europacup
- Saison 2017/18: 7. Super-G-Wertung
- Saison 2018/19: 1. Gesamtwertung, 1. Abfahrtswertung, 1. Super-G-Wertung, 3. Kombinationswertung
- Saison 2021/22: 2. Super-G-Wertung
- 14 Podestplätze, davon 7 Siege:

| Datum             | Ort            | Land       | Disziplin |
| ----------------- | -------------- | ---------- | --------- |
| 20. Dezember 2018 | Zauchensee     | Österreich | Super-G   |
| 17. Jänner 2019   | Val di Fassa   | Italien    | Abfahrt   |
| 29. Jänner 2019   | Les Diablerets | Schweiz    | Super-G   |
| 29. Jänner 2019   | Les Diablerets | Schweiz    | Super-G   |
| 16. Februar 2019  | Crans-Montana  | Schweiz    | Abfahrt   |
| 17. Februar 2019  | Crans-Montana  | Schweiz    | Abfahrt   |
| 9. Dezember 2021  | Zinal          | Schweiz    | Super-G   |

### Juniorenweltmeisterschaften
- Hafjell 2015: 13. Super-G, 14. Abfahrt, 20. Super-Kombination
- Sotschi 2016: 5. Abfahrt, 5. Super-G

### Weitere Erfolge
- Österreichische Vizemeisterin in der Abfahrt 2015
- Österreichische Jugendmeisterin in der Abfahrt 2015
- 8 Siege in FIS-Rennen